# 澳門百老匯
澳門百老匯（英語：Broadway Macau）是位於澳門路氹城的一個附設賭場及舞台的娛樂項目，由銀河娛樂場股份有限公司持有及營運，於2015年5月27日開幕。
2021年10月5日至2022年6月24日，該酒店被用作接待澳門健康碼為黃碼人士的自我健康管理酒店。2022年6月25日至8月1日，該酒店改為指定醫學觀察酒店，用作收治在2022年6-7月大規模疫情期間的密切接觸者、共同軌跡和次密接接觸者。2022年8月1日至12月16日期間恢復接待澳門健康碼為黃碼人士的自我健康管理酒店。

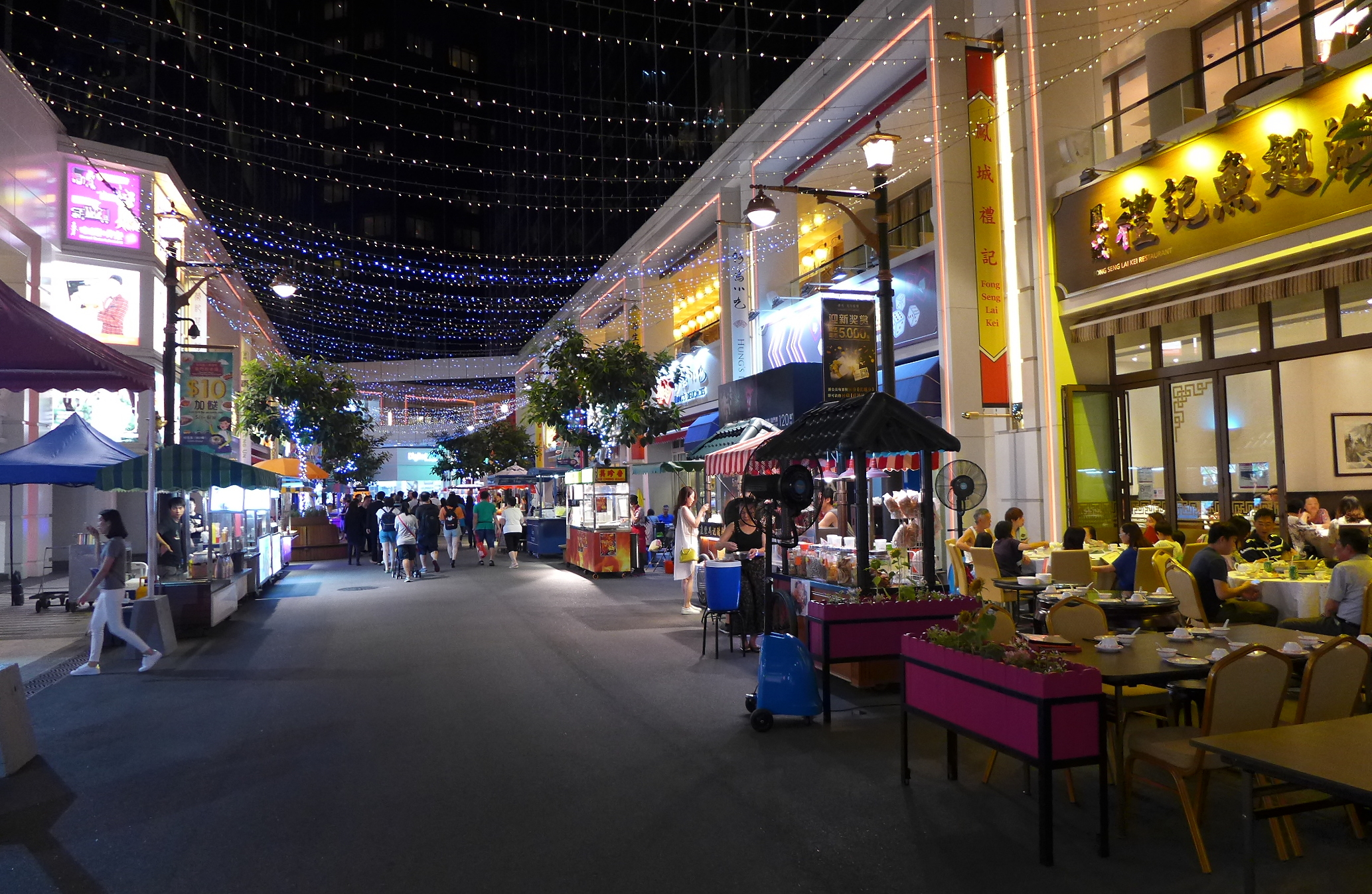
百老匯美食街設40間澳門本地及亞洲地道食肆及20間商舖

## 歷史
銀河娛樂場股份有限公司是澳門開放博彩業牌照的最初三個牌照持有人之一（其他兩個為澳門博彩股份有限公司及永利渡假村（澳門）股份有限公司），其後將牌照轉批給威尼斯人（澳門）股份有限公司。威尼斯人集團決定開發新填海區路氹城成為新一代澳門博彩旅遊集中地後，多間集團紛紛到該處地段發展豪華渡假村及賭場。銀河亦於該地段發展其大型渡假村項目，並於毗鄰之地段（即皇庭海景酒店對面）發展另一賭場酒店項目，亦即澳門百老匯的前身－澳門金都酒店、金都娛樂城。
2015年1月，管理項目的銀河娛樂宣布將原有的金都娛樂城（Grand Waldo）項目重新改造成全新娛樂項目，並名為澳門百老匯，同時宣布該項目於同年5月27日開幕。項目以百老匯劇院作為主題，並設有40間澳門本地及亞洲地道食肆、裝置3,000個層疊式座位的場館、飽覽180度全景的會所式娛樂場及一間改造後的酒店。項目有空調系統的行人天橋連接澳門銀河。

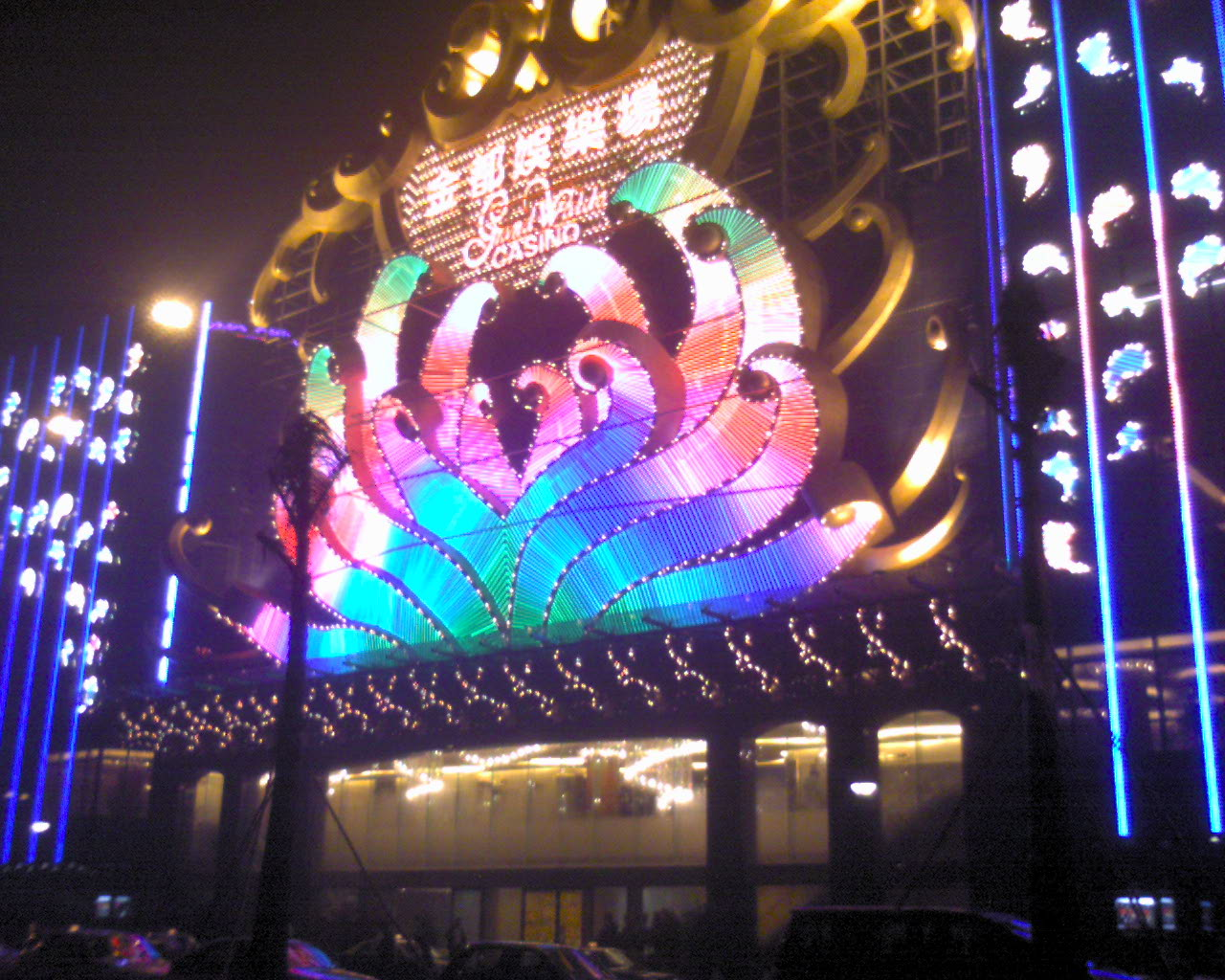
金都酒店時期的酒店大門
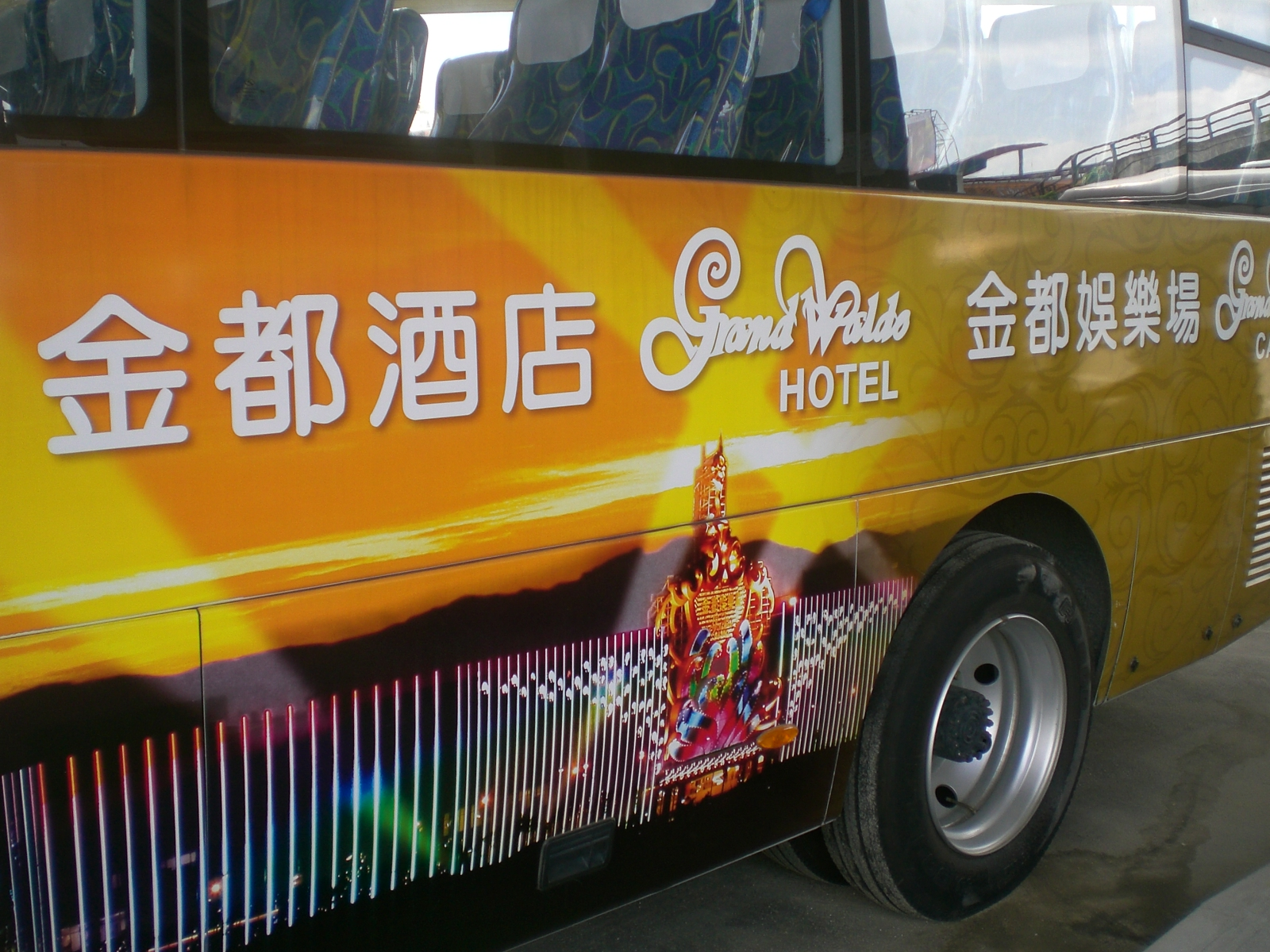
金都酒店穿梭小巴
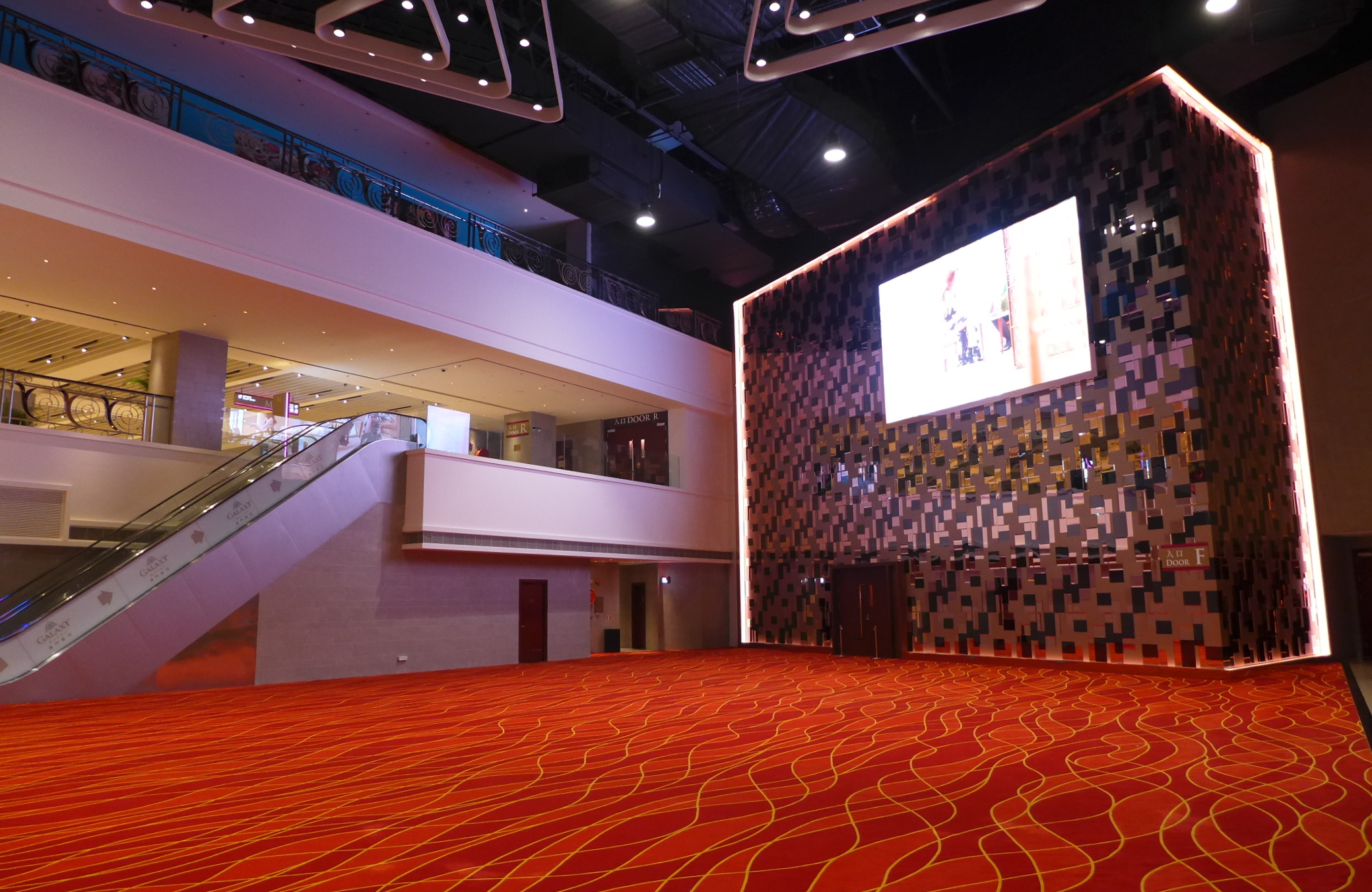
百老匯劇院大堂
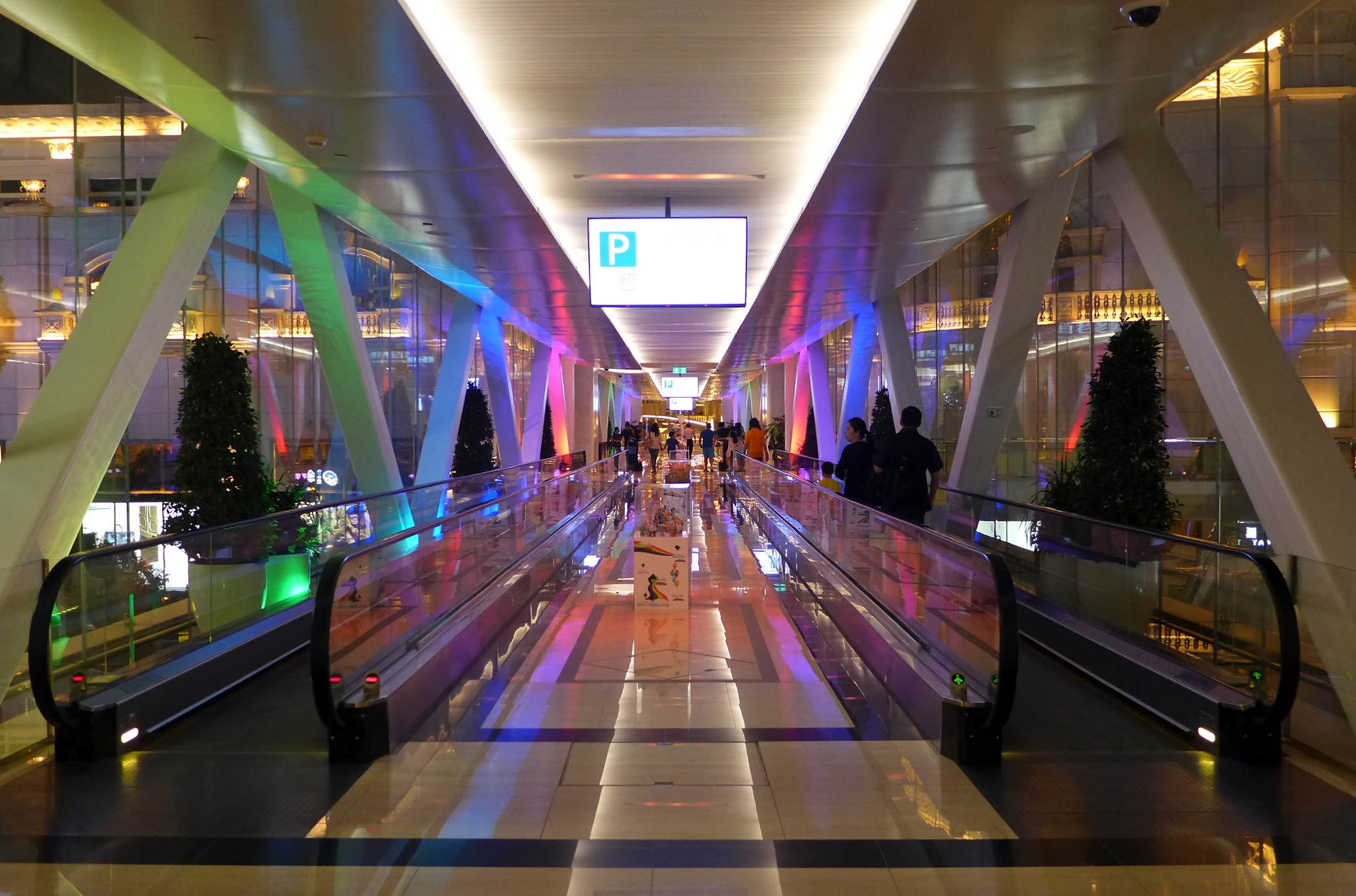
連接澳門銀河的行人天橋

## 特色項目
前身的金都酒店主要由三幢建築物組成，於2006年5月22日正式開幕，分別為設有317間客房的酒店大樓，娛樂場大樓以及休閒設施大樓。酒店大樓與娛樂場以天橋相接，娛樂場樓高3層，面積約600,000平方呎，設有168張中西式賭檯，而娛樂場大樓頂層則設有空中花園供客人休憩之用。
休閒設施大樓則樓高6層，設有水療坊、桑拿、夜總會、哥爾夫球練習場以及小型電影院等設施。到2018年7月開設國際知名虛擬實境遊戲體驗館Zero Latency，佔地2,000呎。
金都酒店共設有9間中西式食肆，為客人提供餐飲服務。

## 交通

### 免費穿梭巴士
澳門銀河↔ 關閘 

澳門銀河↔ 星際酒店 

澳門銀河↔ 橫琴口岸澳門口岸區

#### 渡假村常規循環線
水晶大堂 → 銀河綜藝館／澳門安達仕酒店 → 鑽石大堂 → 澳門百老匯 → 水晶大堂

### 公共交通
T422 蓮花海濱大馬路／銀河-2（Av. M. Flor de Lotus／Galaxy-2）
路線：52、55、71、73、102X、H3、N6
T423 蓮花海濱大馬路／百老匯（Av. M. Flor de Lotus／Broadway）
路線：15S、52、55、71、71S、73、102X、H3、N6

## 鄰近建築／景點
| 景點 - 路環小型賽車場 - 澳門賽馬會 - 澳門國際遊艇俱樂部 旅館或商業項目 - 皇庭海景酒店 - 澳門葡京人 | 建設 - 路氹國際體育綜合體 - 澳門東亞運動會體育館 （澳門蛋） - 保齡球中心 - 網球學校 - 國際射擊中心 - 澳門戶外表演區 - 澳門科技大學 - 科大醫院 - 蓮花大橋 - 東方高爾夫球會 - 離島醫院綜合體北京協和醫院澳門醫學中心 - 駕駛學習暨考試中心 - 澳門鏡湖護理學院 | 「路氹金光大道™」商標項目 - 澳門威尼斯人度假村酒店 - 金光綜藝館 - 澳門百利宮 - 四季酒店 - 百利沙娛樂場 - 四季·名店 - 澳門倫敦人 - 康萊德酒店 - 倫敦人酒店 - 倫敦人名匯 - 瑞吉酒店 - 澳門巴黎人 - 巴黎人酒店 | 路氹城其他大型項目 - 新濠天地 - 頤居 - 迎尚酒店 - 君悅酒店 - 摩珀斯酒店 - 新濠大道 - 澳門銀河 - 澳門銀河酒店 - 澳門大倉酒店 - 澳門悅榕庄酒店 - 澳門JW萬豪酒店 - 澳門麗思卡爾頓酒店 - 澳門百老匯 - 萊佛士酒店 - 安達仕酒店 - 澳門嘉佩樂酒店 - 新濠影滙 - 新濠影滙酒店 - 澳門W酒店 - 永利皇宫 - 永利皇宮酒店 - 美獅美高梅 - 上葡京 |

## 外部連結
- 官方网站
- 澳門百老匯的Facebook專頁